# 奥体中心駅 (杭州市)
奥体中心駅（おうたいちゅうしんえき）は、中華人民共和国浙江省杭州市浜江区七甲閘弄と飛虹路の交差点に位置する杭州地下鉄6号線と7号線の駅。

## 歴史
- 2020年12月30日：開業[1]。

## 駅構造
6号線・7号線とも島式ホーム1面2線を有する地下駅である。6号線ホームは七甲閘弄寄りの、7号線ホームは飛虹路寄りの地下にある。
6号線星民駅側には片渡り線が設置され、7号線市民中心駅側には2線の引き上げ線が配置されている。また、6号線桂花西路・双浦方面と7号線江東二路方面の間には連絡線が敷かれており、7号線から6号線への進入は同方向へ行われる。

### のりば
案内上ののりば番号は設定されていない。
| 路線                   | 方向 | 行先                           |
| ---------------------- | ---- | ------------------------------ |
| 6号線ホーム（地下3階） |      |                                |
| ■ 6号線                | 下り | 桂花西路・双浦方面             |
| ■ 6号線                | 上り | 火車東站（東広場）・枸橘弄方面 |
| 7号線ホーム（地下2階） |      |                                |
| ■ 7号線                | 下り | 呉山広場方面                   |
| ■ 7号線                | 上り | 蕭山国際機場・江東二路方面     |

（出典：杭州地下鉄:站内空间示意图）

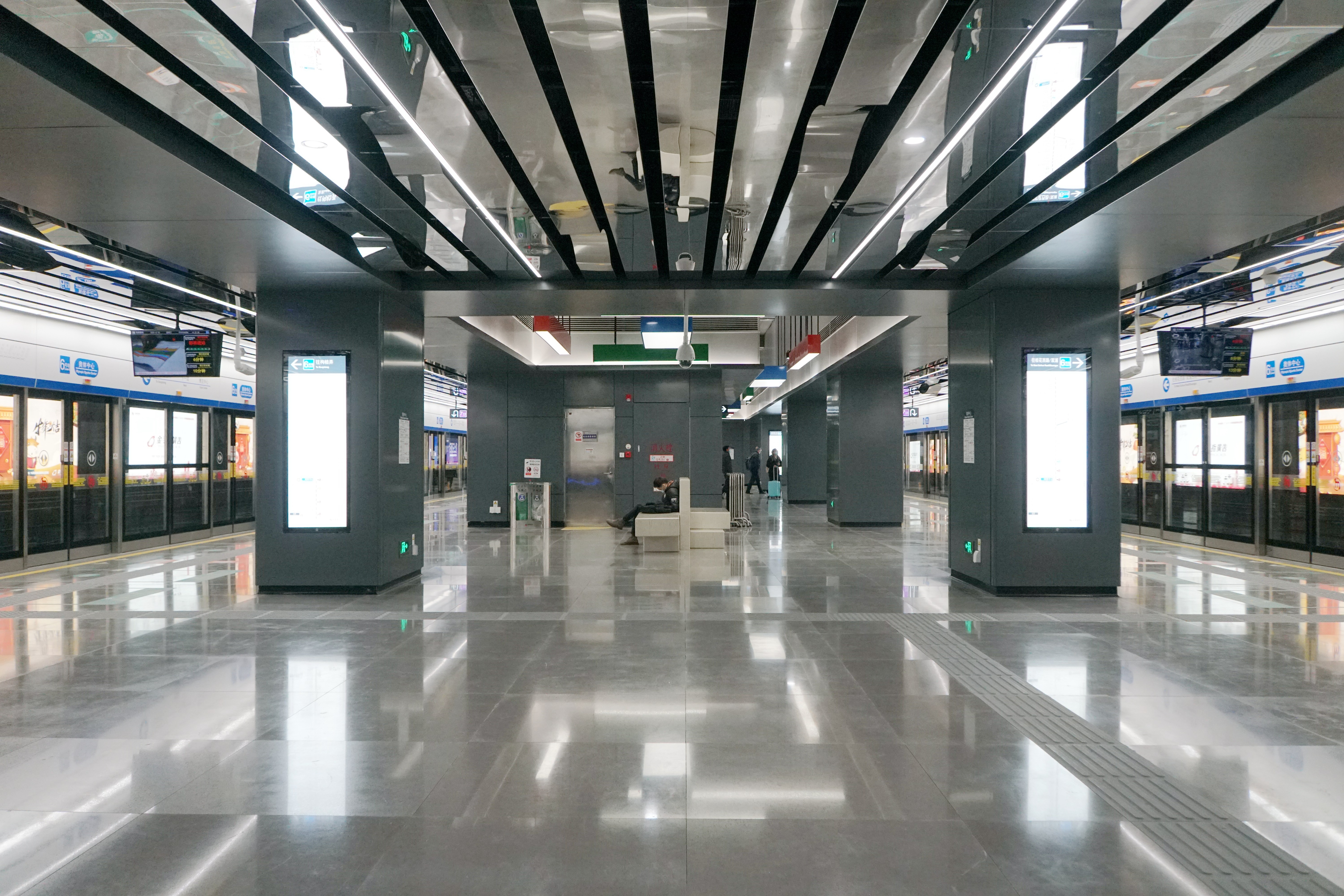
6号線ホーム
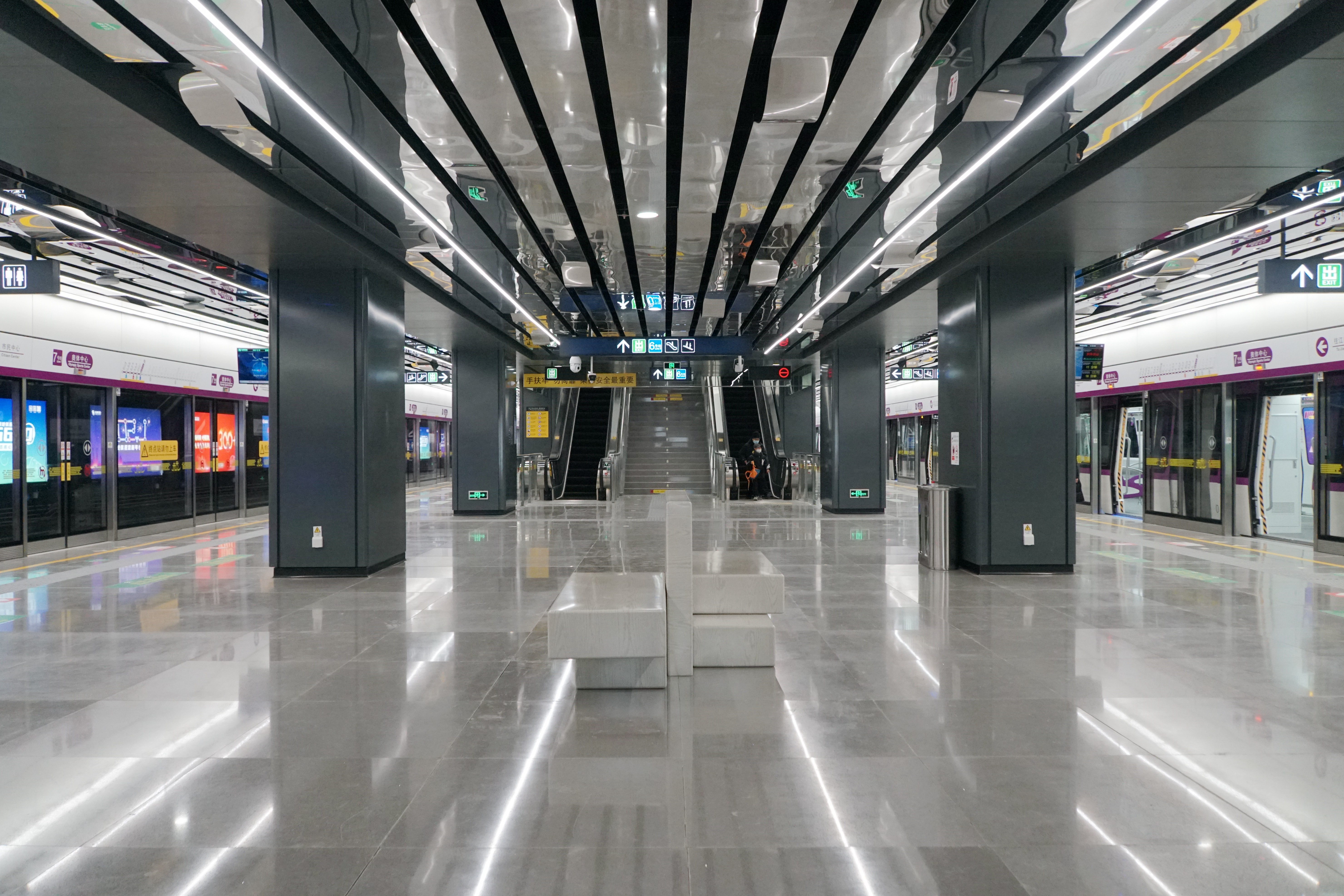
7号線ホーム
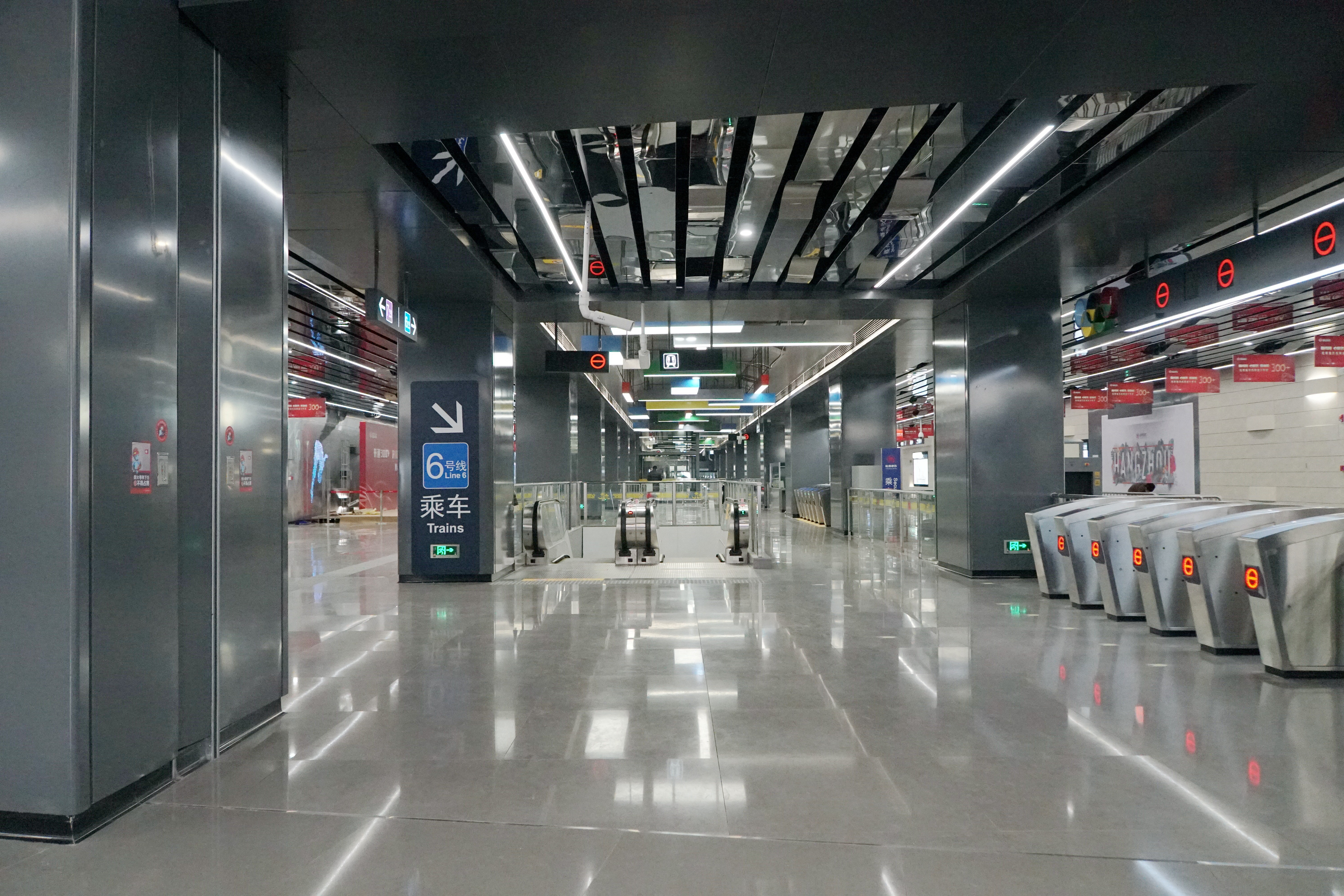
コンコース
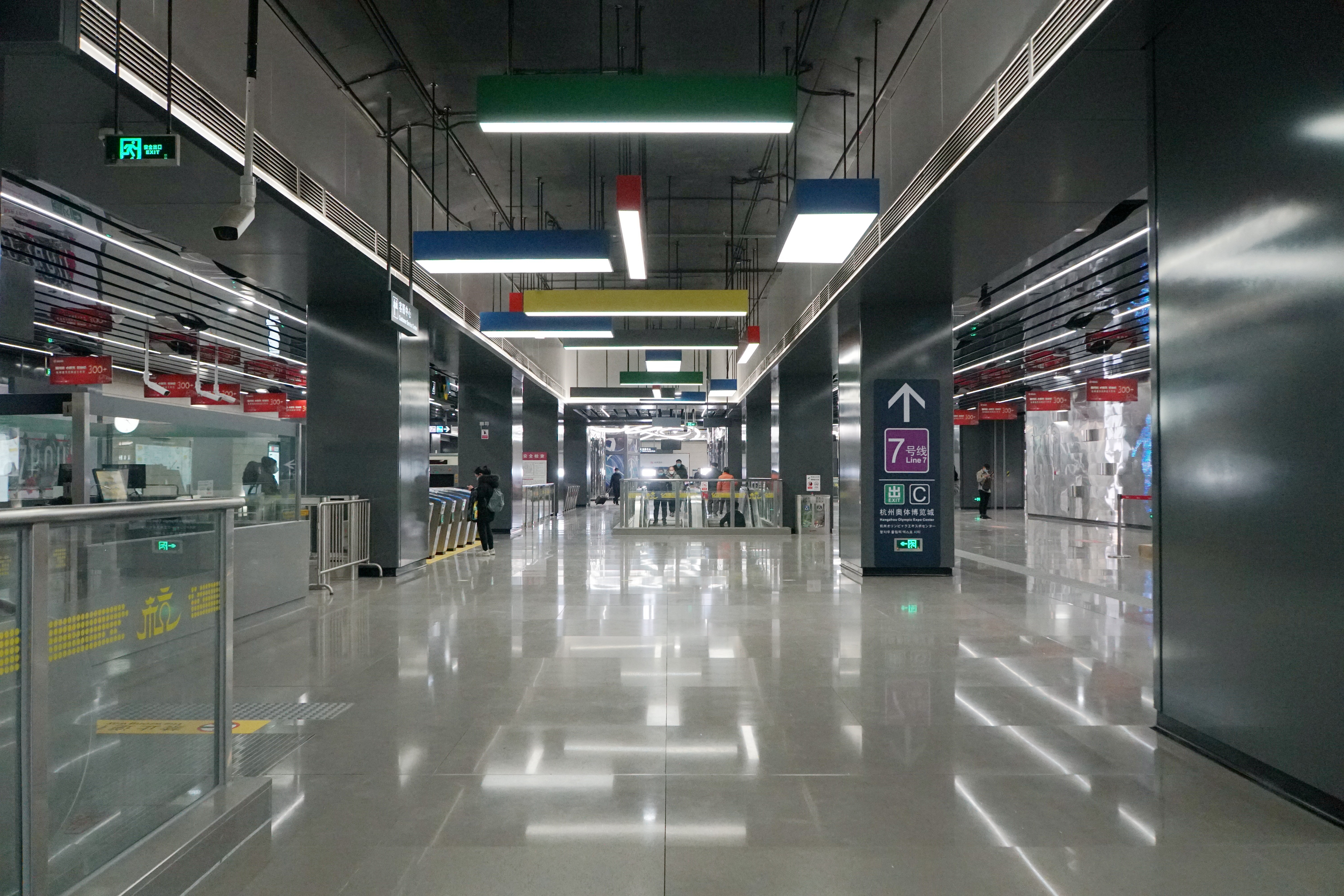
コンコース

## 利用状況
当駅は杭州オリンピックセンター主競技場及び、テニスセンターへの最寄り駅であり、スポーツの試合やコンサートなどのイベントが開催される際には多数の乗客に利用される。そのため混雑状況や必要に応じて、各出入口の入場規制を実施されることがある。

## 駅周辺
- 杭州オリンピック・スポーツ・エキスポセンター
  - 杭州オリンピックスポーツセンター - 駅名の由来
    - メインスタジアム（中国語版）
    - テニスセンター
    - 総合トレーニング館

  - 杭州世紀中心
- 臻奧院
- 緑地旭輝ビル
- 旭江華庭
- 竜湖・春江彼岸
- 揚帆公園
- 杭州市奥体実験小学
- 水榭春天

## 隣の駅
■ 6号線
星民駅 - 奥体中心駅 - 博覧中心駅
■ 7号線
市民中心駅 - 奥体中心駅 - 興議駅